# Cananéen (politique)
Cet article traite des Cananéens en tant que mouvement politique. Pour la population de l'antiquité, voir Cananéen.
Le mouvement Cananéen est un mouvement politique et religieux, actif des années 1930 aux années 1970. On parle aussi de « cananéisme ».
Sur le plan politique, le cananéisme était un mouvement sioniste nationaliste de droite marginal qui entendait faire revivre la nation du peuple hébreu au Moyen-Orient.
Sur le plan religieux, les Cananéens entendaient opérer une rupture néopaïenne avec le judaïsme, en faisant renaître l'ancienne culture et l'ancienne religion païenne qu'ils prêtaient aux Hébreux avant le passage de ceux-ci au culte du Dieu unique.

## Idéologie
Le néopaganisme des Cananéens était le produit de leur engagement sioniste sans concession. En prônant l’enracinement  dans la terre des ancêtres hébreux et en en revendiquant l’indépendance, un certain nombre d'intellectuels sionistes avaient engagé des recherches sur l'antique pays de Canaan, sa langue et sa religion. 
Cette démarche ne s'inscrit pas seulement dans l'histoire du sionisme. Elle participe aussi d'une tendance plus large, la renaissance de cultes néopaïens en Occident dans la première moitié du XXe siècle, comme le néodruidisme et la Wicca, cultes parfois marqués par le nationalisme.
Le polythéisme semble avoir été très présent au sein de la société israélite. Ainsi, d'après la Bible elle-même, « les enfants d'Israël firent en secret contre l'Éternel leur Dieu, des choses qui ne sont pas bien. […]. Ils fabriquèrent des idoles d'Astarté, ils se prosternèrent devant toute l'armée des cieux, et ils servirent Baal ». Dans le sud, le roi Josias, vers -630 « ordonna […] de retirer du sanctuaire de Yahvé tous les objets de culte qui avaient été faits pour Baal, pour Ashera et pour toute l'armée du ciel […]. Il supprima les faux prêtres que les rois de Juda avaient installés et qui sacrifiaient […] à Baal, au soleil, à la lune, aux constellations et à toute l'armée du ciel. […] Il démolit la demeure des prostituées sacrées, qui était dans le temple de Yahvé[…] ». 
Pour la Bible, ce polythéisme est une régression par rapport à un monothéisme supposé premier. Les Cananéens firent la conclusion inverse : le monothéisme était une évolution tardive.
La volonté de recréer l'ancienne société hébraïque amena donc les Cananéens à vouloir faire renaître les dieux propres à l'ancien pays de Canaan, vénérés par leurs ancêtres, avant que ceux-ci ne gardent plus, dans leur exil babylonien, que le souvenir d’un dieu unique. 
Mais l’évolution vers le néo-paganisme conduisit ces ultra-sionistes à rompre, au moins sémantiquement, avec cette idéologie. 
La volonté de créer un Etat juif fut remplacée par la volonté de créer un état hébreu. Les Hébreux revendiqués comme base nationale du nouvel état ne se confondaient pas forcément avec les personnes d'origines juives (appelées par ailleurs à rompre avec la religion juive), mais regroupaient potentiellement les habitants de la région disposés à adopter la culture hébraïque. En pratique, cependant, seuls les Juifs sionistes adhérant au projet d'un Etat de culture hébraïque, le mouvement cananéen resta toujours lié aux organisations sionistes, dont il constitue cependant l'aile la plus radicalement antireligieuse.

## Histoire
Le premier intellectuel qui développa ces idées païennes fut un juif russo-italien Adyah Gurevitch (1907-1975) qui adopta le pseudonyme de Gur Horon, en référence au dieu de la vengeance d'Ougarit, une ville de la côte syrienne, au nord du Liban actuel, dont la langue était une forme très proche de l'ancien hébreu. Il partagea sa vie entre la France - où il enseigna les langues sémitiques à la Sorbonne et où il fut le premier dirigeant du Betar - et les États-Unis. Dans diverses conférences, puis dans la revue Shem (Sémite, Nom), il exposa que Yahvé appartenait au panthéon cananéen, que les Phéniciens étaient des Hébreux à part entière et qu’il fallait séparer le sionisme du judaïsme, ce dernier étant à rejeter. 
Il trouva un disciple enthousiaste dans le juif polonais Uriel Halperin (alias Yonatan Ratosh), un ami proche et un conseiller d’Abraham Stern, le chef du Lehi. Ce fils de rabbin était un poète et un philologue reconnu. En 1942, il créa le « Comité pour la cristallisation de la jeunesse hébraïque ». Ses membres, qui se définissaient comme « Les Jeunes Hébreux », se moquaient de la religion juive, de ses rituels et du yiddish. Ils se faisaient un point d’honneur de prononcer l’hébreu de la manière la plus gutturale possible, comme étaient censés l’avoir parlé leurs ancêtres, et ils idéalisaient les dieux cananéens ainsi que la vieille civilisation méditerranéenne. Y. Ratosh, dans ses écrits, exhortait ses concitoyens à rompre avec la diaspora, à redécouvrir le passé hébraïque pré-judaïque et à se construire un avenir hébraïque sans lien avec le judaïsme. Selon ses propres termes, il fallait « nettoyer le pays des Hébreux du sionisme et nettoyer le cœur des Hébreux du judaïsme ».
Le 6 novembre 1944, le Lehi organisa un attentat contre le ministre-résident britannique au Caire, lord Moyne. Les deux auteurs de l'attentat s'appelaient Eliahou Beit Tsouri et Eliahou Hakim et étaient membres du « Comité pour la cristallisation de la jeunesse hébraïque ». Arrêtés peu après, ils furent jugés l’année suivante. Lors de leur procès, ils déclarèrent clairement qu’ils n’étaient pas sionistes et qu’ils ne luttaient pas pour constituer un Foyer national juif mais pour la liberté de tous « les fils de la Palestine » contre la Grande-Bretagne. Condamnés à mort, ils seront exécutés le 22 mars 1945. Ils resteront fidèles à leur cananéisme jusqu'au bout, et refuseront l’assistance d’un rabbin lors de leurs derniers instants.
Après la naissance de l’État d’Israël, les « Jeunes Hébreux » publièrent la revue Alef qui eut une audience importante. Mais l’arrivée massive de nouveaux immigrants sionistes organisée par l’Agence juive modifia rapidement et radicalement le paysage politique, culturel et sociologique de la Palestine et entraîna la marginalisation puis la disparition en Israël du cananéisme.

## Néocananéisme
Toutefois le courant judéo-païen n’était pas mort. Jusqu'à son décès, en 1981, Yonatan Ratosh l’évoqua dans ses poèmes érotico-mystiques. 
Paradoxalement, ses références cananéennes trouvèrent un écho loin d’Israël  : dans l’importante communauté juive des États-Unis. Abandonnant les considérations politiques et ajoutant aux thèses religieuses de Gurevitch et de Ratosh des références au culte de la Déesse et à la magie, naquirent ainsi diverses organisations : Qadash Kinannu, selon sa propre définition « un Temple phénicien-cananéen » ; Beit Ashera Congregation (Congrégation du temple d’Ashera) ou le Sanctuary Phoenicia (Sanctuaire phénicien).
Influencé par le développement de cultes néopaïens dans certains pays occidentaux (comme la Wicca), le néopaganisme se développe aussi dans les milieux juifs, y compris en Israël, où quelque 150 néopaïens seraient identifiés, souvent, mais pas majoritairement, autour du culte des anciens dieux cananéens.
Un mouvement religieux néo-païen basé sur les cultes cananéens et mésopotamiens existe également indépendamment du sionisme et du judaïsme : c'est le mouvement Natib Qadish ( "le chemin sacré") qui reprend la théologie pré-judaïque d'Ugarit.

### Articles
- Canaan (région)
- Histoire du sionisme
- Israël antique
- Israélites
- Knaanique
- Lehi
- Zuisme
- Pays de Canaan
- Phéniciens
- Sionisme
- Terre d'Israël
- Terre promise (religion)